# Katharina Pieper

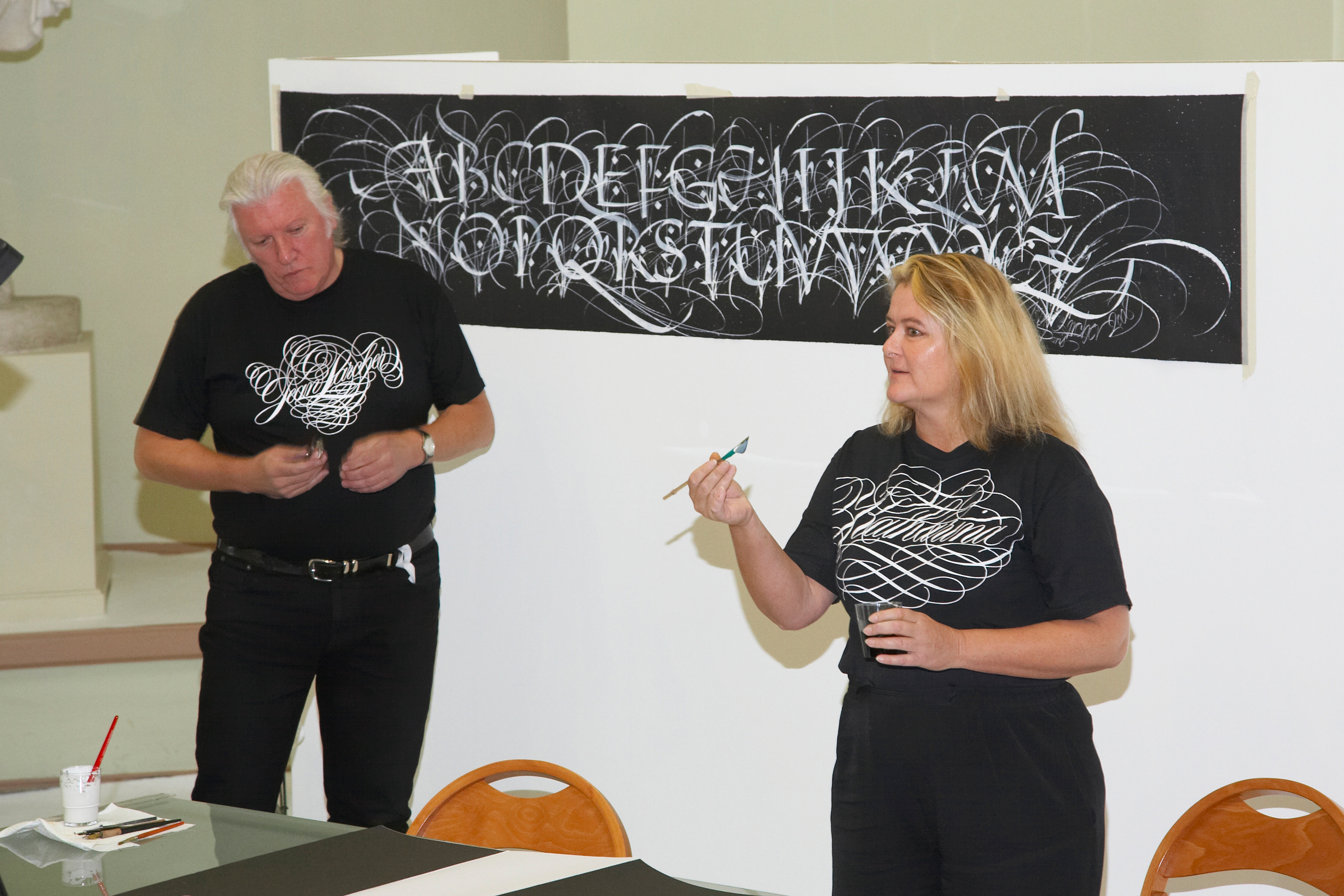
Katharina Pieper und Jean Larcher veranstalten einen Workshop bei der Internationalen Kalligrafie-Ausstellung 2008 in Sankt Petersburg

Katharina Pieper (* 14. Mai 1962 in Saarlouis) ist eine deutsche Kalligrafin und Schriftkünstlerin.

## Leben
Katharina Pieper studierte an der Fachhochschule Wiesbaden Kommunikationsdesign und schloss 1987 mit dem Diplom ab. Ab 1988 erhielt sie Lehraufträge im Fach Schriftgestaltung an Hochschulen in Mainz, Saarbrücken, Wiesbaden, Ravensburg und Kaiserslautern. 1991 wurde Katharina Pieper nach Belgien eingeladen, wo sie ihren ersten internationalen Workshop für die Kalligrafie-Gesellschaft Scriptores abhielt. Es folgten ähnliche Veranstaltungen, unter anderen in Frankreich, Italien, England, Norwegen, den USA, Südafrika, Korea und Indien. 1995 und 2004 wurde sie auf eine Gastprofessur an der Fachhochschule Hamburg berufen. Durch ihre Lehrtätigkeit erhielt sie nationale und internationale Einladungen, wo sie professionellen Kalligrafen und Laien ihre Vorgehensweise im kalligrafischen Schreiben nahebrachte. Von 1997 bis 2003 war Katharina Pieper Vorsitzende des gemeinnützigen Vereins Ars Scribendi, internationale Gesellschaft zur Förderung der Literatur- und Schriftkunst e. V. In dieser Zeit war sie auch inhaltlich wie gestalterisch für die Herausgabe der Vereinszeitschrift Ars Scribendi verantwortlich.
In ihrer künstlerischen Arbeit widmet sich Katharina Pieper vor allem spirituellen Texten westlicher und östlicher Autoren, aber auch eigene Texte fließen in ihre Arbeit ein. Ihre Werke lassen sich nicht mehr der klassischen Kalligrafie zuordnen. Pieper geht seit Ende der 1980er Jahre ihren eigenen Weg, in dem sie Malerei und klassische Schriftkunst miteinander kombiniert.
Sie war auf 200 Gruppen- und Einzelausstellungen im In- und Ausland präsent. Ihre Werke sind in deutschen und ausländischen Museen, Bibliotheken und Sammlungen vertreten. 2012 zeigte Katharina Pieper in einer Retrospektive einen Überblick über ihre 30-jährige kalligrafische Tätigkeit im Deutschen Zeitungsmuseum in Wadgassen.
Nach dem Tod ihres langjährigen Lebensgefährten Jean Larcher (1947–2015), der ein international bekannter Kalligraf war, gründete Katharina Pieper 2016 die Stiftung Schriftkultur e.V. und richtete ab 2017 ein Zentrum für Kalligrafie mit Museum, Galerie und Jean-Larcher-Archiv im historischen Gut Königsbruch in Homburg ein.

## Preise und Auszeichnungen (Auswahl)
- 1989: Stipendium und 2. Preis der vierwöchigen Sommerakademie Pentiment, FH Hamburg
- 1991: Award of Excellence von Calligraphy Review, USA
- 1997: Belle Lettere Award, Italien
- 1998: Internationale Grote Prijs Kalligrafie, Westerlo, Belgien[7]
- 2006: Certificate of Excellence der Finnischen Kalligrafie-Gesellschaft
- 2007: Ernennung zum Honoured Fellow Member of CLAS, England[8]
- 2008: Callifest-Award, Indien
- 2009 und 2013: Teilnehmerzertifikat Calligraphy Biennale of Jeollabuk-Do, Korea[9]
- 2022 Callifest. Group Exhibition, Science Center, Surat, Gujarat, India
- 2022 THE SOCIETY OF SCRIBES AND ILLUMINATORS CENTENARY EXHIBITION. Swansea, Wales (UK)
- 2023 CALLIGRAPHY BIENNALE Dubai

## Schriften (Auswahl)
- Schrift Schreiben. In der Reihe novum praxis. Bruckmann Verlag, München 1991, ISBN 3-7654-2388-2.
- Alles fließt – Words in Flow. Katharina Pieper Edition, Homburg 2001.
- Wurzeln und Flügel, Katharina Pieper Edition, Homburg 2012, ISBN 978-3-00-038049-5.
- Kalligrafie-Alphabete. Christophorus-Verlag. Freiburg. 2013.
- Kalligrafie & Handschrift. Christophorus Verlag, Freiburg 2014, ISBN 978-3-8388-3532-7.
- Das kalligrafische Kochbuch. Katharina Pieper Edition, Homburg 2015, ISBN 978-3-00-051333-6.
- Schrift trifft Kunst, Christopherus Verlag, Freiburg 2019, ISBN 978-3-86230-403-5.
- Das kalligrafische Backbuch – Schreibtisch trifft Backofen. Katharina Pieper Edition. Homburg 2020
- Heimat im Licht der Wandlung, K. Pieper Edition. Homburg. 2021
- Kalligrafie, Lettering & Handschrift. K. Pieper Edition. Homburg. 2023.

## Werke in Sammlungen (Auswahl)
- Klingspor-Museum, Offenbach
- Niedersächsische Landesbibliothek, Hannover
- Stadtbibliothek, Brügge
- Deutsches Buch- und Schriftmuseum, Leipzig
- Akademie der Künste, Berlin
- Public Library, San Francisco
- Contemporary Museum of Calligraphy, Moskau
- Fitzwilliam Collection of Contemporary Calligraphy, Cambridge
- Museum of Calligraphy, Sharjah
- Deutsches Zeitungsmuseum, Wadgassen
- Karlgeorg und Maria Hoefer-Archiv, Offenbach/Main